# Charlotte-Amélie de Hesse-Wanfried
Charlotte-Amélie de Hesse-Wanfried (née le 8 mars 1679 à Wanfried et morte le 18 février 1722 à Paris) est la fille aînée du second mariage du landgrave Charles de Hesse-Wanfried avec Alexandrine Julie, fille du comte Enrico de Leiningen-Dabo et veuve du comte Georges III de Hesse-Itter.

## Biographie
Charlotte Amélie est mariée à 16 ans, le 25 septembre 1694, à Cologne avec le prince François II Rákóczi (* 27 mars 1676, 8 avril 1735) de la Transylvanie, le futur leader révolutionnaire hongrois. Elle vit avec lui une vie agitée, le plus souvent à Varsovie et à Saint-Pétersbourg. À la suite d'une infection dentaire elle souffre d'une forte fièvre et meurt à Paris le 18 février 1722.
Elle a deux fils, Joseph Ragoczy (en) (1700-1738) et Georges Ragoczy (1701-1756); et une fille, Charlotte, morte célibataire.